# Nigel Lawson
Nigel Lawson, Barão Lawson de Blaby (Londres, 11 de março de 1932 – 3 de abril de 2023) foi um político e jornalista conservador britânico. Ele foi um membro do Parlamento representando o distrito eleitoral de Blaby de 1974 a 1992, e serviu no gabinete de Margaret Thatcher de 1981 a 1989. Antes de entrar no Gabinete, ele atuou como Secretário Financeiro do Tesouro de maio de 1979 até sua promoção ao Secretário de Estado da Energia. Foi nomeado Chanceler do Tesouro em junho de 1983, e serviu até sua renúncia em outubro de 1989. Em ambos os cargos do Gabinete, Lawson foi um dos principais proponentes das políticas de privatização de várias indústrias importantes de Thatcher. Lawson supervisionou a repentina desregulamentação dos mercados financeiros em 1986, comumente chamada de 'Big Bang', que fortaleceu decisivamente o lugar de Londres como capital financeira.
Lawson foi backbencher (membro do parlamento) de 1989 até se aposentar em 1992, e estava na Câmara dos Lordes. Ele permaneceu ativo na política como Presidente dos Conservadores da Grã-Bretanha, uma campanha para a Grã-Bretanha deixar a União Européia, foi um crítico proeminente da União Européia. Ele também atuou como presidente do think tank Global Warming Policy Foundation e foi um defensor ativo do Vote Leave.
Ele foi pai de seis filhos, incluindo Nigella Lawson, escritora de culinária e cozinheira de celebridades, Dominic Lawson, jornalista, e Tom Lawson, diretor do Eastbourne College.

## Morte
Lawson morreu em 3 de abril de 2023, três semanas após seu 91º aniversário.